# Katrina Colleton
Katrina Yvette Colleton (Tampa, 17 marzo 1971) è un'ex cestista e allenatrice di pallacanestro statunitense, professionista nella WNBA.

## Carriera
È stata selezionata dalle Los Angeles Sparks al terzo giro del Draft WNBA 1997 (19ª scelta assoluta).